# Lucio Cornelio Sisenna
Lucio Cornelio Sisenna (en latín, Lucius Cornelius Sisenna; ca. 120 a. C.-67 a. C.) fue un militar, historiador y analista romano.
Sisenna era un patricio perteneciente a la gens Cornelia, la misma de Sila, del cual fue partidario. Su cognomen hace pensar que pudo tener un posible origen etrusco análogo al de personajes de esa etnia como Porsenna y Vibenna; pero no existen todavía pruebas ciertas que sostengan esta hipótesis. Fue pretor en el año 78 a. C. y quizás promagristrado en Sicilia un año después; además fue legado de Pompeyo en Creta en el 67 a. C., cuando murió en combate durante la campaña de este contra los piratas en la tercera guerra mitridática. Sisenna comandaba las fuerzas romanas en la costa de Grecia.
Escribió unas Historiae en 23 libros que narraban desde los orígenes míticos de Roma a la muerte de Sila, con especial referencia a la guerra Social y a la Guerra civil (83-82 a. C.); a juicio de Cicerón, la obra se caracterizaba por una impostación dramática típica de la historiografía griega. Todos estos libros se han perdido, salvo unos ciento cincuenta fragmentos en los que refleja sobre todo hechos de su época, como la guerra entre Mario y Sila, con perspectiva algo favorable al último; al parecer Salustio habría continuado la obra en sus Historiae. Según Plutarco, Sisenna habría escrito esta obra como resultado de una apuesta con Hortensio y Lúculo, quienes habrían escrito esta misma Historiae respectivamente en versos latinos y en griego.
Sin embargo se le recuerda más por una colección de fábulas milesias griegas que tradujo en seis libros con el título de Milesiae fabulae, relatos pícaros y eróticos reunidos por Arístides de Mileto que influyeron poderosamente en la obra de Petronio y de Apuleyo y fueron muy celebrados por toda la Antigüedad.